# Partit Popolari
Die Partito Popolari (deutsch: Volkspartei, Kurzbezeichnung: PP) ist eine politische Partei in Malta. Ideologisch ist die Partei rechtsgerichtet, populistisch und konservativ. Die Partei lehnt illegale Einwanderung ab und vertritt euroskeptische Positionen.

## Geschichte
Die Partito Popolari wurde im Juli 2020 unter der Führung von Paul Salomone registriert, der zuvor bei den Wahlen 2008 auf der Liste der rechtsaußen Partei Azzjoni Nazzjonali angetreten war. Seit ihrer Gründung hat die Partei die traditionellen rechtspopulistischen Positionen mit euroskeptischen und einwanderungsfeindlichen Haltungen verbunden.
In ihrem politischen Gründungsdokument mit dem Titel Die Säulen der Volkspartei heißt es, sie strebe eine "breitere Nutzung von Volksentscheiden" an, fördere das Subsidiaritätsprinzip auf lokaler und europäischer Ebene, unterstütze "die traditionelle Familie ohne Beeinträchtigung der Rechte nicht-traditioneller Familien", lehne "den Missbrauch des Asylsystems zur Erleichterung der Wirtschaftsmigration" ab und wolle "Malta in Europa und nicht Europa in Malta vertreten". Auf der ersten Jahreshauptversammlung am 4. August 2020 wurde Paul Salomone als Parteivorsitzender bestätigt. Salomone registrierte die Partei im Juli 2020 und gründete sie im November desselben Jahres.
Die PP organisierte am 16. Januar 2022 in Valletta den größten maltesischen Protest gegen die Maßnahmen des COVID-19 Green Pass. Außerdem protestierte die Partei neben Maßnahmen gegen die Corona-Pandemie auch gegen die Impfstoffe selbst.
Bei den Parlamentswahlen 2022 tritt die Partei mit insgesamt 8 Kandidaten in allen 13 Distrikten an.

## Ideologie
Die Partito Popolari trägt den gleichen Namen wie die gleichnamige Partei Partito Popolare (1985), die 1985 von Sigismondo Savona gegründet wurde. Im Dezember 2021 erinnerte die Partei jedoch an Enrico Mizzi.

## Wahlergebnisse
| Jahr | Wahl                | Wähler | Stimmenanteil | Sitze |
| ---- | ------------------- | ------ | ------------- | ----- |
| 2022 | Parlamentswahl 2022 | 1.533  | 0,52 %        | 0/79  |